# Falling Slowly
Falling Slowly – autorski utwór Glena Hansarda i Markéty Irglovej, wydany przez duet (pod nazwą The Swell Season) na ich debiutanckim albumie studyjnym pt. The Swell Season z 2006 oraz w formie singla w 2008. Utwór znalazł się na ścieżce dźwiękowej do filmu Once z 2007.
Utwór zapewnił twórcom Oscara za najlepszą piosenkę oryginalną.
Również w 2006 własną wersję utworu nagrał zespół The Frames, założony przez Hansarda. W kolejnych latach własne interpretacje piosenki wydali na singlach Peter Hollens i Alex G w 2012 oraz Louise Dearman i Shayne Ward w 2013. Ponadto cover utworu nagrali m.in. Il Divo, Josh Groban i Collabro.